# Kingdom Builder
Kingdom Builder es un juego de mesa para entre dos y cuatro jugadores creado por el diseñador de juegos Donald X. Vaccarino y publicado en 2011 por Queen Games.
En Kingdom Builder los jugadores tratan de construir el reino más poderoso colocando piezas en el tablero.  Los jugadores reciben en cada turno una carta que indica el tipo de terreno en el que se podrá construir. Entonces pueden colocar tres fichas de forma que, siempre que sea posible, toquen a piezas propias que ya estén en el tablero. Cuando una ficha toca una casilla especial de edificio, el jugador gana determinado bonus. Los bonus permiten acciones adicionales optativas en cada turno, ya sea colocar más piezas o mover alguna de las ya puestas. La puntuación final es definida por unas cartas de objetivo del juego, que indican si se suman puntos por reino grande, por poseer más casillas de castillo, por una especial disposición de las fichas o por estar en un determinado terreno.
Hasta mayo de 2025 Kingdom Builder había recibido ocho expansiones diferentes. En 2020 se publicó una reimplementación denominada Winter Kingdom, obra también del diseñador Donald X. Vaccarino.

## Premios y nominaciones
Entre otras distinciones, Kingdom Builder ha obtenido las siguientes:
- 2013 Nominado al Premio Origins.
- 2012 Ganador del premio Spiel des Jahres.
- 2012 Nominado al International Gamers Award en la categoría de estrategia general multijugador.
- 2012 Nominado al premio Golden Geek en la categoría de mejor juego familiar.
- 2012 Ganador del premio Golden Geek en la categoría de mejor juego abstracto.
- 2011 Nominado al premio Meeples Choice Award.